# Leduån

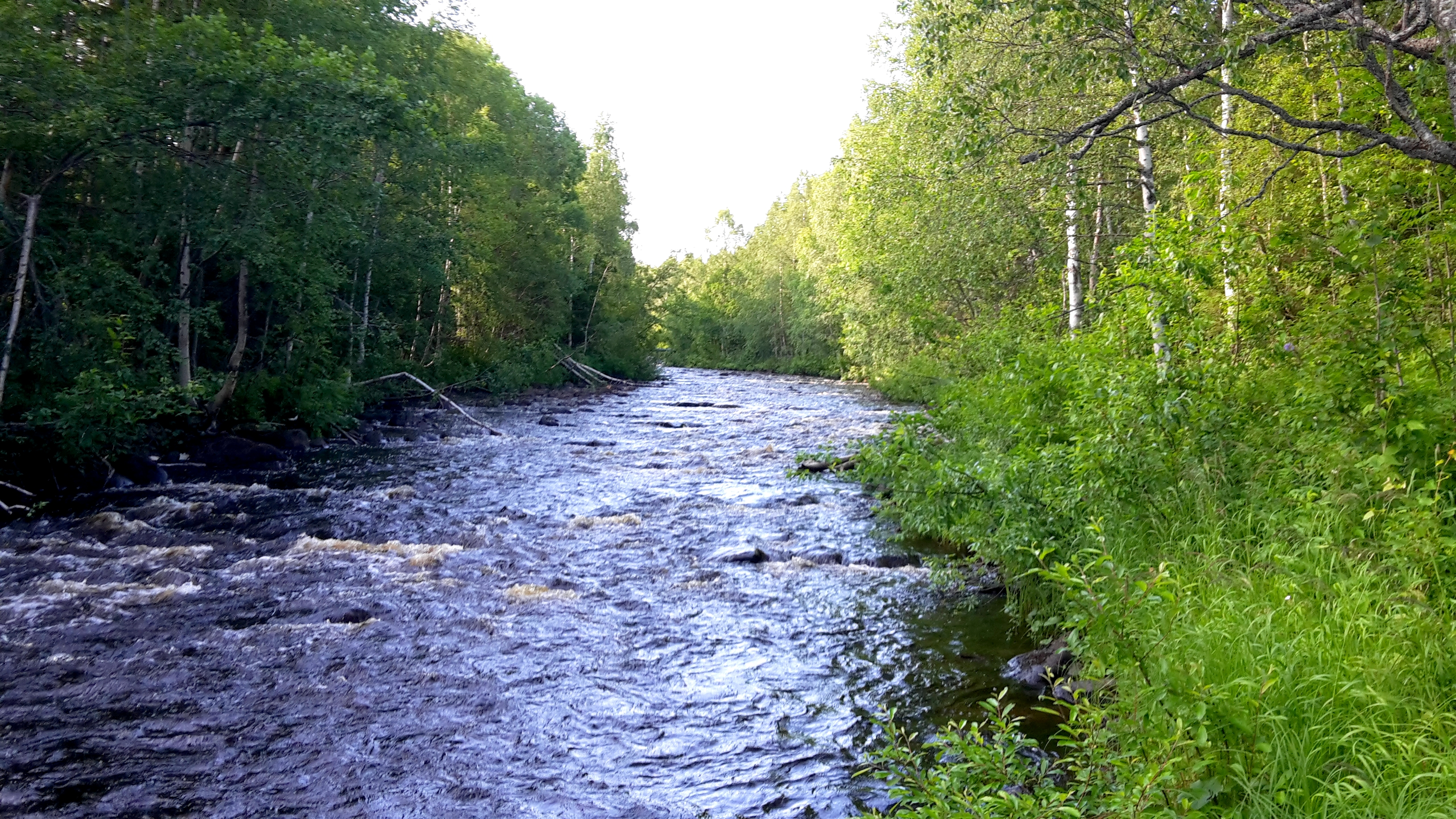
Ett stilla avsnitt av Leduån ovanför Sunnansjön.

Leduån (Leån) är en skogså som flyter genom Bjurholms och Nordmalings kommuner. Dess källflöde i Bjurholms kommun kallas Stensvattsbäcken. Ån rinner genom de större sjöarna Stensvattnet, Bjärten, Vångsjön och Sunnansjön, varefter den rinner ut i Nordmalingsfjärden. Leduån är 60 km lång och avrinningsområdet är 330 km².

## Fiske
I Leduån finns öring och harr. I Stensvattsbäcken finns rester av ålkistor som är kvarlevor från den tid då ålen vandrade i Leduån.
När Olofsfors bruk anlades 1762 nära åns mynning tillkom också med tiden tre dammar, vilket medförde vandringsstopp för fisk från Bottenhavet. Den nedersta dammen har en fallhöjd på 5,6 meter och är utformad för att passa timmerflottningens behov. Den mellersta dammen har en fallhöjd på 2 meter och den översta dammen 2,3 meter. Projekt Leduån syftar bland annat till att anlägga fiskvandringsvägar förbi de tre dammarna.

## Järnbruk

### Olofsfors masugn och stångjärnshammare
63°34′53″N 19°26′44″Ö / 63.581427°N 19.445457°Ö
År 1762 fick John Jennings privilegium för att anlägga Olofsfors bruk vid den nedersta forsen i Leduån. Ett stort markområde, kallat Södra allmänningen, avgränsades 1764–1765 främst kring Lögdeälven mellan Klöse och Nordsjö och uppläts till Olofsfors bruk. I Olofsfors anlades en masugn och stångjärnshammare. Ytterligare stångjärnshammare anlades 1786 i Klöse vid Lögdeälven samt 1842 i Holmfors vid Leduån.

### Holmforshammaren
63°42′52″N 19°20′52″Ö / 63.714322°N 19.347889°Ö
Holmforshammaren låg vid Småholmforsen i Orrböle, där bruket ägde ett helt hemman samt delar av ett annat. Efter 1861 var Holmforshammaren den som producerade mest inom företaget. År 1878 koncentrerades driften till Olofsfors och hamrarna i Holmfors och Klöse lades ned.

## Sågverk

### Leduåsågen
Det första finbladiga sågverket i Nordmalings socken anlades 1795 vid den nedersta forsen i Leduån, nära mynningen, av direktör Eric Bergvik, som sedan tidigare drev sågverk i Näske i Nätra socken. Hans avsikt var att flotta dit timmer från den närbelägna Lögdeälven. Bara några år senare fick emellertid John Jennings tillstånd att anlägga Olofsfors bruk i närheten, vilket försvårade verksamheten. Sågverket drevs ändå under några år och producerade totalt ett tusental tolfter bräder, men 1765 avbröts driften för gott. John Jennings inköpte tillsammans med inspektör J.C. Schröder från Håknäs sågverk halva andelskapitalet och ämnade flytta sågverket till en lämpligare plats. Någon flytt kom dock inte till stånd och Eric Bergvik förlorade en avsevärd del av sin förmögenhet. Sågrätten överflyttades till Olofsfors bruk. Enligt en källa låg Leduåsågen alldeles intill den plats där Olofsfors bruks masugn anlades, men enligt en annan förefaller platserna ha varit åtminstone något åtskilda.

### Olofsfors
63°34′53″N 19°26′44″Ö / 63.581427°N 19.445457°Ö
Olofsfors bruk fick 1790 tillstånd att anlägga ett sågverk med två ramar för produktion av 160 tolfter bräder per år. Det tilldelades en stockfångst omfattande 800 träd. Såghuset hade anlagts 1789 vid masugnsdammen, där det också fanns en kvarn. I sågverket kunde 40–50 stockar sågas per dygn. Driften bedrevs bara under vårfloden, fyra veckor om året, eftersom vattnet framför allt behövdes för att driva järnbruket. År 1841 begärde brukets innehavare att få flytta sågverksamheten till Hyngelsböle vid Lögdeälven där det fanns mer vatten och flottningen var enklare. Så skedde också, men samtidigt fanns såghuset kvar i Olofsfors och 1849 överflyttades privilegierna från det nedbrunna sågverket i Fällforsen i Djupsjö hit (se nedan). Åren 1863–1868 sågades totalt 59 357 träd och 1865 var driften igång åtta veckor. Som lastageplats användes Leduåhalsen vid åns utlopp vid Nordmalingsfjärden.

### Leduåfors
63°36′07″N 19°25′29″Ö / 63.601875°N 19.424858°Ö

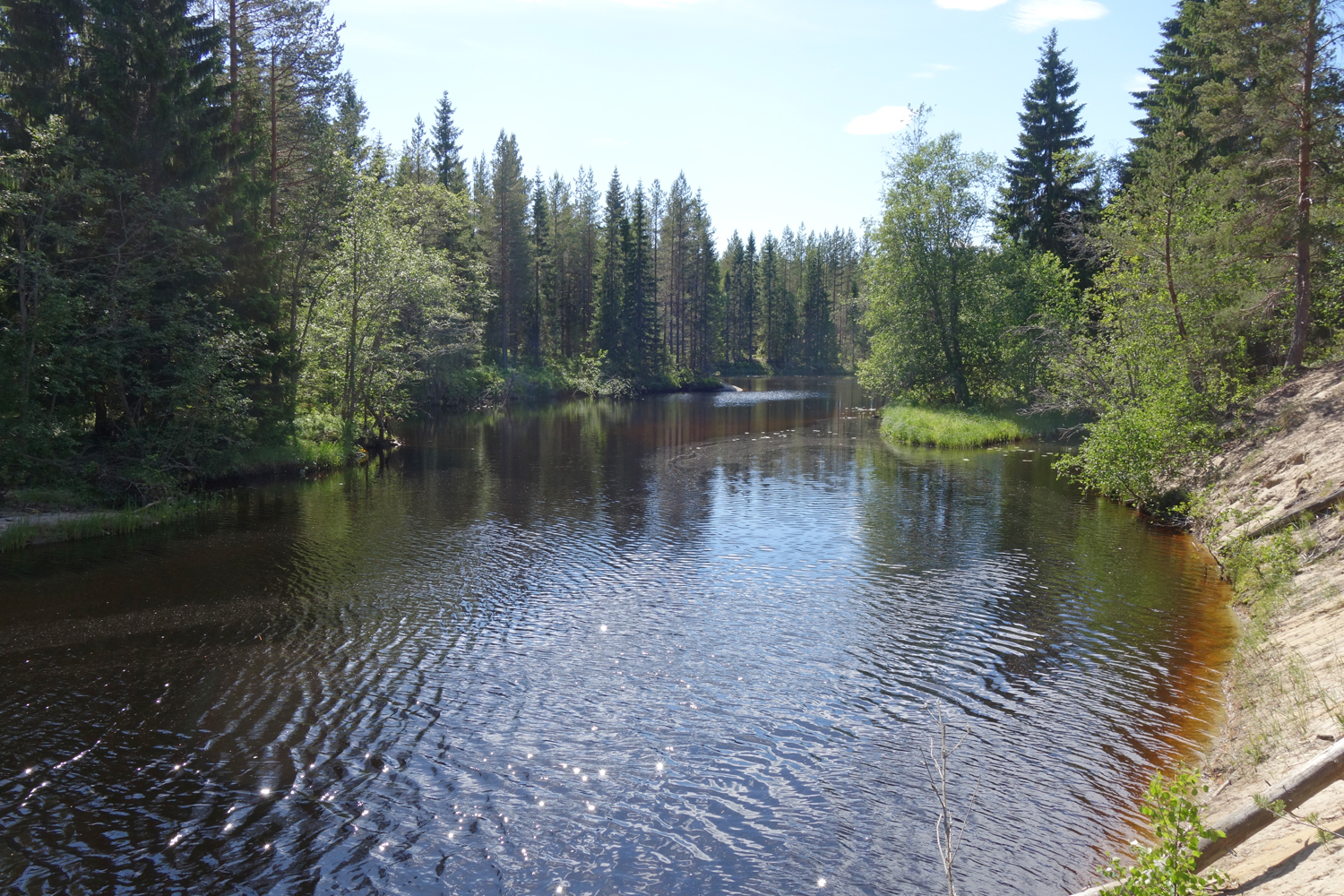
Leduån ungefär 400 m uppströms Leduåfors.

I mitten av 1700-talet anlade Ledusjö byamän ett grovbladigt sågverk i Leduforsen. År 1792 fick bönderna tillstånd att försälja 15 tolfter bräder om året. Bräderna flottades på Leduån ned till lastageplatsen vid Leduåhalsen. Omkring 1870 anlades ett nytt, finbladigt sågverk i Leduforsen. Enligt en uppgift byggdes det på 1870-talet av ett bolag med bland andra handelsmannen August Thurdin från Levar som delägare, en man som även var med om att grunda Nordmalings Ångsågs AB. Enligt en annan uppgift ska det nya sågverket ha byggts 1865 av Olofsfors bruk. Sågverket hade en sågram och ett kantverk som båda drevs med en turbin från Bolinders. I anslutning till sågverket byggdes en herrgård där faktorn bodde. Det timmer som sågades köptes av bönderna i byarna utmed Leduån. De första åren gick verksamheten mycket bra, arbetarbostäder uppfördes och arbetare flyttade dit. Förutom sågverket anlades en kvarn och ett färgeri med stamp. Redan i början av 1880-talet började dock lönsamheten minska. Konkurrensen blev allt hårdare på marknaden, där ångsågarna nu gjort sitt intåg, och transporterna ned till lastageplatsen fördyrade produkterna. År 1886 gick verksamheten i konkurs.

### Sunnansjö
Byamännen anlade ett grovbladigt vattendrivet sågverk i slutet av 1700-talet, oklart var. Det användes fram till mitten av 1800-talet. Under 1920-talet fanns sedan en ångsåg i byn.

### Djupsjösågen
63°40′12″N 19°23′10″Ö / 63.66991°N 19.38602°Ö
I Fällforsen i Leduån anlade lektor O. Lindahl i början av 1800-talet ett finbladigt sågverk. Senare blev även Jonas Arctaedius, klockare i Nordmaling, delägare. Sågverket fick sina privilegier beviljade 1803 och skattlades 1807. Stockfångsten uppgick till 800 träd som skulle avverkas i anslutning till Leduån. År 1849 brann sågverket ned och privilegierna överflyttades till Olofsfors (se ovan). Byamännen uppförde sedan en ny såg på 1850-talet, men driften upphörde efter ett tjugotal år.